# Common Open Policy Service
Pour les articles homonymes, voir Cops.
Le protocole de communication Common Open Policy Service (COPS) permet de définir les politiques de gestion des ressources. Ces ressources sont gérées selon le modèle de services intégrés Intserv en vue d'offrir de la qualité de service. COPS est décrit dans la RFC 2748 de l'IETF.
COPS fonctionne en mode client-serveur. Il est utilisé entre des entités de la gestion par politique, les PEP (Policy Enforcement Points), qui sont les clients, et le PDP (Policy Decision Point), qui est le serveur. Il permet de définir des politiques qui seront appliqués par des protocoles de signalisation de qualité de service comme Resource Reservation Protocol (RSVP). Les politiques de gestion des ressources sont stockées sur le PDP, et appliquées par les PEP.
1. ↑  (en) Request for comments no 2748